# Lo Vernet de la Varena
Vernet-la-Varenne és un municipi francès situat al departament del Puèi Domat i a la regió d'Alvèrnia-Roine-Alps. L'any 2007 tenia 713 habitants.

## Demografia

### Població
El 2007 la població de fet de Vernet-la-Varenne era de 713 persones. Hi havia 304 famílies de les quals 116 eren unipersonals (72 homes vivint sols i 44 dones vivint soles), 92 parelles sense fills, 84 parelles amb fills i 12 famílies monoparentals amb fills.
La població ha evolucionat segons el següent gràfic:
Habitants censats

### Habitatges
El 2007 hi havia 624 habitatges, 317 eren l'habitatge principal de la família, 255 eren segones residències i 52 estaven desocupats. 578 eren cases i 45 eren apartaments. Dels 317 habitatges principals, 251 estaven ocupats pels seus propietaris, 56 estaven llogats i ocupats pels llogaters i 10 estaven cedits a títol gratuït; 4 tenien una cambra, 20 en tenien dues, 48 en tenien tres, 74 en tenien quatre i 171 en tenien cinc o més. 223 habitatges disposaven pel capbaix d'una plaça de pàrquing. A 164 habitatges hi havia un automòbil i a 106 n'hi havia dos o més.

### Piràmide de població
La piràmide de població per edats i sexe el 2009 era:
| Homes | Edats   | Dones |
| ----- | ------- | ----- |
| 4     | 95 o +  | 0     |
| 0     | 90 a 94 | 16    |
| 8     | 85 a 89 | 12    |
| 8     | 80 a 84 | 4     |
| 16    | 75 a 79 | 16    |
| 28    | 70 a 74 | 32    |
| 20    | 65 a 69 | 20    |
| 20    | 60 a 64 | 24    |
| 20    | 55 a 59 | 8     |
| 20    | 50 a 54 | 24    |
| 8     | 45 a 49 | 20    |
| 12    | 40 a 44 | 8     |
| 24    | 35 a 39 | 32    |
| 24    | 30 a 34 | 24    |
| 20    | 25 a 29 | 8     |
| 12    | 20 a 24 | 8     |
| 24    | 15 a 19 | 8     |
| 24    | 10 a 14 | 4     |
| 8     | 5 a 9   | 20    |
| 12    | 0 a 4   | 12    |

## Economia
El 2007 la població en edat de treballar era de 422 persones, 289 eren actives i 133 eren inactives. De les 289 persones actives 251 estaven ocupades (157 homes i 94 dones) i 38 estaven aturades (13 homes i 25 dones). De les 133 persones inactives 39 estaven jubilades, 43 estaven estudiant i 51 estaven classificades com a «altres inactius».

### Ingressos
El 2009 a Vernet-la-Varenne hi havia 313 unitats fiscals que integraven 660 persones, la mediana anual d'ingressos fiscals per persona era de 14.977,5 €.

### Activitats econòmiques
Dels 37 establiments que hi havia el 2007, 1 era d'una empresa alimentària, 1 d'una empresa de fabricació d'altres productes industrials, 6 d'empreses de construcció, 9 d'empreses de comerç i reparació d'automòbils, 4 d'empreses de transport, 3 d'empreses d'hostatgeria i restauració, 1 d'una empresa financera, 3 d'empreses immobiliàries, 4 d'empreses de serveis, 3 d'entitats de l'administració pública i 2 d'empreses classificades com a «altres activitats de serveis».
Dels 11 establiments de servei als particulars que hi havia el 2009, 1 era una oficina de correu, 2 tallers de reparació d'automòbils i de material agrícola, 3 paletes, 1 fusteria, 1 lampisteria, 1 perruqueria, 1 restaurant i 1 agència immobiliària.
Dels 3 establiments comercials que hi havia el 2009, 1 era una botiga de menys de 120 m², 1 una fleca i 1 una llibreria.
L'any 2000 a Vernet-la-Varenne hi havia 39 explotacions agrícoles que ocupaven un total de 1.254 hectàrees.

## Equipaments sanitaris i escolars
L'únic equipament sanitari que hi havia el 2009 era una farmàcia.
El 2009 hi havia una escola elemental.

## Poblacions més properes
El següent diagrama mostra les poblacions més properes.